# Мефодий (Ливерис)
Архиепи́скоп Мефо́дий (греч. Ἀρχιεπίσκοπος Μεθόδιος, в миру Нико́лаос Ли́верис, греч. Νικόλαος Λίβερης; род. 1935, Вирос, Ионические острова) — епископ Иерусалимской православной церкви, архиепископ Фаворский (с 2005).

## Биография
В 1953 году прибыл в Иерусалим. В 1959 году окончил Патриаршую школу в Иерусалиме.
В 1957 году принял монашество. В том же году был рукоположён в сан иеродиакона и служил секретарём избирательного совета Иерусалимского патриархата и сотрудником журнала «Νέα Σιών» (Новый Сион).
В 1959 году был рукоположён во иеромонаха и назначен патриаршим эпитропом в Птолемаиде (Акко).
В 1963 году был возведён в достоинство архимандрита.
В 1967 году стал игуменом Иоанно-Предтеченского монастыря в Иерусалиме.
18 августа 1970 года назначен экзархом (представителем) Святого Гроба на Кипре. В 1974 году все кипрские подворья оказались на территории, оккупированной турками, в связи с чем архимандрит Мефодий и его преемники на этой должности больше не имели к ним доступа.
В 1979 году назначен игуменом Гроба Божьей Матери в Гефсимании.
В 1982 году назначен настоятелем  в город Бейт-Джала и тогда же поступил в богословский факультет Афинского университета.
В 1987 году назначен патриаршим эпитропом в Вифлеем, а в 1994 году — игуменом Георгиевского монастыря в Бейт-Джале.
В 2001 году назначен членом Священного синода, уставщиком Константино-Еленинского монастыря и казначеем Святогробского братства.
В 2003 году назначен заместителем главы Экономической комиссии и становится членом Высшего Церковного Суда Иерусалима с сохранением должностей казначея и ответственного за издания.
18 ноября (1 декабря) 2005 года решением Священного синода Иерусалимского патриархата был избран архиепископом Фаворским и назначен председателем Хозяйственного отдела. 11 декабря того же года в Иерусалимском храме Воскресения Христова состоялась его архиерейская хиротония. Это была первая епископская хиротония, которую возглавил патриарх Иерусалимский Феофил III после своей интронизации.
23 июня 2014 года решением Священного Синода назначен председателем Выборного комитета.